# Тати, Айгуль Абикенкызы
Айгуль Абикенкызы Тати (каз. Айгүл Әбікенқызы Тәти; род. 9 апреля 1963, Маканчи, Абайская область) — известная в Казахстане танцовщица

 исполнительница казахских национальных, характерных танцев и танцев народов мира, балетмейстер

, хореограф, режиссёр-постановщик, балетный педагог
, доцент искусствоведение (2011). Автор нескольких учебно-методических пособий по теории и методике обучения казахскому танцу.
Профессор Казахской Национальной академии хореографии, заслуженная артистка Казахстана (1995), заслуженный деятель Казахстана (2014), лауреат Национальной театральной премии «Сахнагер» (2019).

## Биография
Родился 9 апреля 1963 года в селе Маканчи Урджарский район бывшей Семипалатинской области.
В 1981 году окончила Алматинское хореографическое училище (младшие классы А. К. Тулекова, старшие классы И. Н. Гуляева).
Творческий путь начала в качестве солистки «Казахконцерт», затем исполнительскую деятельность продолжила в Фольклорно-этнографическом ансамбле «Алтынай» и ансамбле «Сазген» при Алматинской областной филармонии им. Суюнбая.
Работала с выдающимися мастерами казахского танцевального искусства — Ш. Жиенкуловой, Д. Абировым, З. Райбаевым, О. Всеволодской-Голушкевич и др.
В разные годы в составе советской и казахстанской творческой делегации представляла национальное искусство Казахстана за рубежом.
В 1994 году поступила в Казахский государственный институт кино и театрального искусства на факультет хореографии, который окончила в 1998 году по специальности «Педагог хореограф».
С 1997 по 2003 год — работала в Алматинском хореографическом училище им. А. Селезнева в качестве преподавателя казахского танца. Подготовила пять выпусков. Создала ряд концертных номеров, исполнявшиеся на отчетно-показательных концертах училища.
С 2000 по 2012 год — работала в Казахской Национальной Академии искусств им. Т. Жургенова преподавателем дисциплин: «Композиция казахского танца» и «Теория и методика казахского танца». Заведующей кафедрой «Педагогика хореографии» (2007—2009);
С 2012 года — главный балетмейстер театра «Астана балет», профессор Казахской Национальной академии хореографии г. Астана;

## Награды и звания
- 1991 — лауреат Первого республиканского конкурса казахского танца имени Ш. Жиенкуловой;
- 1995 — Указом Президента РК присвоено почётное звание «Заслуженная артистка Республики Казахстан» — за выдающиеся заслуги в отечественном танцевальном искусстве.;
- 2009 — Нагрудный знак МОН РК «Почётный работник образования РК»;
- 2011 — учёное звание «Доцент искусствоведение»;[5]
- 2014 — Указом Президента РК присвоено почётное звание «Қазақстанның еңбек сіңірген қайраткері» (Заслуженный деятель Казахстана) — за большой вклад в развитие отечественного танцевального искусства и достижения в балетной педагогике.;[6]
- 2018 — Нагрудный знак Министерства культуры и спорта Республики Казахстан «Отличник культуры»;[7]
- 2019 (18 декабря) — Национальная театральная премия «Сахнагер» по номинации «Лучший хореограф»;[8]
- 2021 (2 декабря) — Юбилейная медаль «30 лет независимости Республики Казахстан»;[9]
- 2021 (2 декабря) — Указом президента РК награждена орденом «Курмет»;[10][11]